# Минералогичен музей „Ферсман“
Минералогичният музей „Александър Ферсман“ на Руската академия на науките се намира в Москва, Русия.
Той е най-големият музей от този вид в Русия и сред най-известните в света. Колекциите му съдържат голямо количество от минерали, скъпоценни камъни и фрагменти от метеорити. Фондът му се състои от няколко тематични колекции и предлага 18 постоянни експозиции.

## История
Музеят е основан през 1716 г. в една от залите на Кунсткамерата в Санкт Петербург. Тогава, по заповед на Петър I, от Гданск е закупена и донесена колекция от 1195 екземпляра от минерали. Допълнена е с мостри от руски находища и от 1719 г. е открита за посещения в бароковата сграда на Кикините палати в Санкт Петербург.
Повечето известни руски минералози или директно са работили в музея, или дейността им е била тясно свързана с него. Музейният фонд нараства бързо, благодарение на находките от експедиции, като водените от Степан Крашениников, изследовател на Сибир и Камчатка, и немския изследовател Петер Симон Палас. В някои случаи постъпват експонати, дарени на руския двор и лично на Петър І, като например уникалният сребърен рог с дължина 16 см от град Конгсберг, Норвегия. Други пристигат от закупени частни колекции като тази на генерал-фелдмаршал Яков Брюс, на президента на аптекарската гилдия Роберт Арескин и други. Получават се материали и от отдели хора, отговарящи за минното дело в Русия. Постепенно се попълва с минерали от Забайкалието, Алтай и Урал. През първите 50 години от съществуването си колекцията достига 10 000 експоната.

### 1716 – 1747
Първият период от развитието на музея е свързан с мащабни държавни мерки за организиране на научни центрове, извършени от Петър I. В Кунсткамерата е създаден цял научен комплекс – различни колекции, библиотека и примитивна лаборатория.
През 1725 г. в Санкт Петербург е създадена Академията на науките и Кунсткамерата се превръща в една от нейните институции. Минералният кабинет е прехвърлен в нейно владение и постепенно израства в голяма научна институция, а по-късно – в Минералогичен музей. През 1727 г. за Кунсткамерата е построена нова сграда.
В Академията на науките са поканени учени, които да систематизират и подредят минералогичната колекция – германският естествоизпитател Йохан Георг Гмелин, швейцарският ботаник, професор Йохан Аман, Михаил Ломоносов, който се завръща от Германия, където е учил природни науки. През 1975 г. Ломоносов публикува каталог на латински език, в който разделът за минералогичната колекция е част от първия том на общия двутомен каталог за експонатите на Кунсткамерата. В него са включени раздели, съдържащи описания на кристали, декоративни, скъпоценни камъни и изделия от тях, кехлибар и вкаменелости. Останалата част от каталога е съставена от Гмелин и Аман. По това време колекцията съдържа около 3000 екземпляра от минерали и руди, някои от които са добити в руски находища. Тя е изложена в 17 помещения на долния етаж на старата Кунсткамера, 4 от които са заети от руски мостри. Представен е и макет на една от Уралските мини.

### 1747 – 1790
На 5 декември 1747 г. в Кунсткамерата избухва пожар и част от помещенията са изгорени, а много от ценните колекции и експонати са унищожени в огъня. Сериозно повредена е и минералогичната сбирка. През 1766 г. останките от колекцията отново са изложени в реставрираната сграда на Кунсткамерата.
През 1767 г. за ръководител на Природния отдел е назначен академик Петер Симон Палас, който се заема да подреди и попълни колекциите. В периода 1768 – 1774 в Русия се провеждат редица физични, геоложки и географски експедиции, които осигуряват огромно количество нови материали и предизвикват рязък скок в развитието на естествените науки. Експедиции са изпратени в Сибир, Колския полуостров, Урал, Оренбургска област, Каспийското крайбрежие и Закавказието. Те са ръководени от видни учени от онова време като Петер Симон Палас, химика Кирил Лаксман, шведския ботаник Юхан Фалк, биолога Василий Зуев, естествоизпитателя Николай Озерецковски и други. Образците, които събират, значително обогатяват колекциите на Минералогичния отдел. Получени са общо 1500 екземпляра от Сибир, Якутия, Алтай, Урал, Каспийския регион, сред които има и неизвестни до онзи момент минерали или техни разновидности – вилуит, гросулар, байкалит и други. Между останалите проби, от Сибир е докаран и известният железен метеорит Паласово желязо. Обработката на колекциите е поверена изцяло на академик Ерик Густав Лаксман (Кирил Густавович Лаксман), един от водещите минералози в Академията на науките. В същото време Палас и натуралистът Иван Лепьохин закупуват частни колекции както от Русия, така и от чужбина. Така Минералогичният отдел отново се превръща в една от най-богатите колекции на минерали в Европа и в средата на 1780-те години той притежава повече от 9000 образеца.
В началото на 1780-те години възниква необходимостта от радикална реорганизация на Минералния отдел, неговото разширяване и подобряване. В Кунсткамерата за него са отпуснати две нови големи зали и е създадена група учени, които да се занимаят с преобразуванията – академиците Йохан Готлиб Георги (Иван Иванович Георги), Йохан Якоб Фербер (Иван Яковлевич Фербер), член-кореспондента Ханс Микаел Ренованц (Иван Михайлович Ренованц) и някои по-млади сътрудници като Василий Зуев и други. Цялата колекция е разделена на две части – руски минерали и скали и образци от други страни, а вкаменелостите представляват отделна колекция.

### 1790 – 1836
През 1812 г. работата е прекъсната заради Френско-руската война, когато по-голямата част от колекцията на Кунсткамерата е изпратена в Петрозаводск. След войната евакуираният материал е върнат обратно в Петербург.
През 1826 г. за ръководител на Минералогичния отдел е назначен Василий Севергин, който работи там до смъртта си. В допълнение към старите експозиции са създадени нови – образователна колекция от минерали и географска колекция от руски минерали и скали, систематизирани на географски принцип. Към края на 18 век колекцията от минерали наброява 10 550 екземпляра, от които 6125 са минерали от чуждестранни находища и 3460 – от руски. През 1801 г. Севергин поддържа научен обмен с редица чуждестранни учени и постига придобиването на много интересни колекции. Въз основа на научните материали, натрупани в Минералогичния отдел, са публикувани много важни и интересни трудове по минералогия. По времето на ръководството на Севергин е публикуван и първият пътеводител за Минералогичния отдел.
През 1829 г. Минералогичният отдел се оглавява от академик Адолф Теодор Купфер (Адолф Яковлевич Купфер). През този период се получават колекции от шведски, норвежки и английски минерали и се води кореспонденция за закупуване на колекцията на руския дипломат Фридрих Георг Вилхелм фон Струве. Разцветът на минералогията в Академията обаче, завършва със смъртта на Севергин, след която минералогичните изследвания постепенно спират.
През 1835 г. Кунсткамерата е реорганизирана и природонаучните колекции, включително колекцията от минерали и полезни изкопаеми са настанени в нова сграда извън Кунсткамерата.

### 1836 – 1917
През 1836 г. Минералогичният отдел е преобразуван, превърнат в Минералогичен музей и става независима институция към Академията на науките. Геологът Григорий Петрович Хелмерсен (Грегор фон Хелмерсен), който по това време ръководи Музея, прави много за да може институцията да поддържа високо научно ниво. Но до началото на 1840-те години музеят все повече се отдалечава от научно-изследователската дейност и се затваря в чисто музейни рамки. През следващите години се изреждат няколко директори на музея, но той запада все повече – геологът Константин Гревингк (1845 до 1857), Адолф Гебел (1860 – 1870-те), геологът Николай Кокшаров (1866), палеонтологът, академик Фьодор Богданович Шмид (Фридрих Карл Шмид) и академик Феодосий Чернишов. През втората половина на 19 век фондовете се попълват главно чрез постъпления от частни колекции. По времето на Шмид, музеят е разширен, през 1898 е преименуван на Геологически музей и дейността му почти спира. Минералните колекции и изложби са премахнати и заменени от колекции от скали и вкаменелости, което предизвика възражения от много руски учени.
От 1904 г., благодарение на усилията на академици Чернишов, Александър Карпински и по-късно Владимир Вернадски, Геологическият музей е реорганизиран. Всъщност са създадени два музея, които носят имената на отделите – Минералогичен, с експозиции на минерали и комбиниран Геоложки и палеонтоложки, посветен на скали, стратиграфия, вулканизъм и други. Отделите са научно независими, но административно свързани. Общото название на комбинирания музей става „Геологически музей „Петър Велики“ към Императорската академия на науките“. Директор на музея става академик Чернишов, който ръководи и Геоложкия отдел.
През 1900 г. като научен уредник на Минералогичния отдел е назначен Виктор Воробьов, който веднага се заема с подреждането на изоставената и объркана минерална колекция. По негово настояване през 1906 г. в музея са прехвърлени образци от Минералогичното дружество, някои от които с голяма научна стойност. През същата година Воробьов загива в експедиция и завещава целия си капитал от 20 хиляди рубли на музея. Според завещанието лихвите върху капитала могат да бъдат изразходвани само за закупуване на колекции от минерали. С тези пари е закупена ценна колекция от около 100 екземпляра с предимно уралски произход.
На мястото на Воробьов пристига младият възпитаник на Казанския университет, минералогът Владимир Крижановски, който през 1930 г. става ръководител на Минералогичния музей и работи в него до смъртта си през 1947 г. Минералите са подредени таксономично, създадени са основните инвентарни книги, картографски каталози на минерали и находища и дублиращ фонд за обмен. През 1907 г. е основано периодичното печатно издание „Сборник на Геологическия музей „Петър Велики“.
През 1911 г. в работата на музея се включва Вернадски и предприема енергични стъпки за оборудването на музея с нови лаборатории. През същата година музеят е преименуван на Геолого-минералогичен музей „Петър Велики“. Създадени са химико-минералогична лаборатория и лаборатория за спектрален анализ. С течение на времето, развивайки и разширявайки предмета на дейността си, тези лаборатории поставят основата на всички минералогични и по-късно геохимични институти на Академията на науките.
Разбирайки добре значението на полевите наблюдения и изследвания за развитието на прогресивна генетична посока в минералогията, Вернадски организира редица експедиции, които дават сериозни научни резултати и попълват колекциите на музея с нови материали – Радиевата експедиция (1906 -1914), която работи в Урал и Сибир, пътуванията на Александър Ферсман за изследване на пегматитите на Урал и областта около Байкал и други. Така е събрана голяма колекция от минерали, от кристали, от псевдоморфни минерални агрегати и други. През 1912 г. Музеят купува голяма частна колекция от около 4000 минерала от руски находища. По същото време, на търг е закупена уникалната колекция на минералога Пьотър Кочубей, съдържаща повече от 2700 екземпляра минерали от руски и чуждестранни находища.
Отдавайки голямо значение на изучаването на извънземната материя, Вернадски обръща специално внимание на създаването на колекция от метеорити и организирането на научното им изследване. За тази цел той привлича Леонид Кулик, на когото науката за метеоритите дължи голяма част от своето развитие.

### 1917 – 1934
През 1919 г. директор на Минералогичния музей става академик Александър Ферсман и дейността на Музея се ориентира в три основни направления. Първото е да се натрупа научен материал, да се систематизират минералите, да се организират специализирани изложби за популяризиране на минералогията, както и да се запознаят хората, и особено студентите, с проблемите на разработването на минерални суровини. Втората е организирането на мащабни регионални изследвания с цел добив и преработка на минералните ресурси в страната. Третото се състои в развитието на изследователската и експериментално-технологична лабораторна база за изследване на минералите с помощта на прецизни съвременни методи.
За изпълнение на тези задачи са създадени нови лаборатории и специализирана библиотека. Ферсман привлича на работа млади специалисти като Борис Куплетски, братята Владимир и Николай Влодавец, Ирина Борнеман-Старинкевич, Елза Бонщед-Куплетская, Екатерина Костильова, Александър Лабунцов, както и кристалографите Алексей Шубников, Георгий Лемлейн и Николай Белов. Създаден е голям екип, който извършва поредица от експедиции в тундрите на Колския полуостров, в Каракум, Памир, Централноазиатските републики, проучват се находищата на Забайкалието, пегматитите в Урал и други региони на СССР. Тези експедиции откриват нови минни райони и нови минерални суровини в страната.
Във връзка с 200-годишнината на Академията на науките, музейните фондове се увеличават значително, тъй като към тях са предадени образци с голяма художествена и образователна стойност. Прехвърлени са от държавните фондове на дворцовото имущество, както и от дублираните фондове на Ермитажа. Музеят получава 9 нови зали, 8 от които са заети от експозиции за систематиката на минералите, метеоритите, генетичните видове минерални асоциации, за отделни находища в Съветския съюз, за декоративни и скъпоценни камъни. Наново е създаден илюстративен материал и са направени нови музейни мебели. През 1925 г. тези изложби са открити и стават постоянна част от Минералогичния музей, достъпна за разглеждане. Музейният фонд се допълва и от експедициите – пристигат например 320 кг проби, събрани от Крижановски в Алтай, сред които има ценни екземпляри от молибденит, монацит, евксенит, ортит, образуващи гнезда до 15 кг и други.
През 1930 г., на базата на Минералогичния музей, към Академията на науките е създаден Институт по минералогия и геохимия, който още през 1932 г. се превръща в разширения и реорганизиран Институт по геохимия, минералогия и кристалография „Ломоносов“. В продължение на много от следващите години Музеят губи своята независимост, изчезва от списъка на институциите на Академията и остава само като музеен отдел на Института. Музейното дело през тези години се ръководи от Владимир Крижановски.

### 1934 – 1945
През 1934 г. Академията на науките на СССР и повечето от нейните институции са преместени от Ленинград в Москва, включително и Минералогичния музей. По това време музеят вече разполага с колекции от 60 280 предмета, които са натоварени на 30 вагона. В Москва на музея е предоставена стара сграда, архитектурен паметник от началото на 19 век – бившият манеж на имението Нескучно, което се нуждае от сериозен ремонт и реконструкция. Състои се от изложбена зала с площ от около 1200 м2 и малък брой помощни помещения, които могат да се използват за работа и като лаборатории. Преместването и възстановяването на изложбената част отнемат около 3 години упорита работа.
През 1937 г. в Москва се провежда XVII сесия на Международния геоложки конгрес и за това събитие в музея са завършени всички основни тематични експозиции. В определена генетична последователност в тях е показана историята на химичните елементи в минералообразуващите процеси в земната кора. Създадени са изложби за историята на минералните видове и на декоративните и скъпоценни камъни. На огромна площ във всички зали и фоайето на Московската консерватория е експонирана голяма и сложна изложба, която представя минералните богатства на СССР и научните постижения в областта на геоложките науки. За тази изложба са изпратени интересни и ценни материали по геология, минералогия и минни ресурси на страната от всички мини, минни предприятия, големи геоложки проучвателни експозиции, изследователски институти. След края на конгреса и закриването на изложбата по-голямата част от тях са прехвърлени в Минералогичния музей
Годините на първия московски период на работа на Минералогичния музей се превръщат във време на интензивен растеж на неговия колекционен и научен фонд, който през 1941 г. наброява вече 81 622 предмета. През 1941 г. избухването на Великата отечествена война води до значително намаляване на работата на музея. Някои от най-ценните колекциите са евакуирани в дълбокия тил и остават там до 1944 г. През декември 1943 г. от Института по геоложки науки на Академия на науките на СССР е отделена нова институция – Геоложки музей „Карпински“ със седалище в Ленинград, а Минералогичният музей остава към Академията на науките в Москва с директор Владимир Крижановски.

### След 1945
След смъртта на Крижановски, от 1953 г. директор на музея става минералогът Георгий Барсанов, който заема поста до 1976 г. Научната работа, извършена под негово ръководство е насочена към систематично изследване на минералите и генезиса на пегматити в Урал, Колския полуостров, Централна Азия, Забайкалието и сибирския регион на Тува. През 1949 г. е възобновено издаването на Сборника на музея, който се превръща в ежегодно периодично издание, публикуващо нови научни трудове по минералогия. Музеят организира нови експедиции, които попълват неговия фонд. Старите традиционни изложби непрекъснато се модернизират и попълват, а понякога дори се възстановяват. Геохимичното изложение е допълнено и преработено, като се използват резултатите от последните световни изследвания. Открити са изложбите „Причините за цвета на минералите“, „Псевдоморфози“ и „Минерали от Московския регион“, а изложбата „Кристали на минералите“ е допълнена. Разработена е и нова схема на изложбата за метеоритите. В допълнение към обширната научна и популяризаторска работа, в музея се четат отделни лекции по минералогия и се провеждат уроци със студенти.
През 1955 г., отчитайки голямата роля и заслуги на Ферсман в развитието и създаването на Минералогичния музей след революцията, Музеят е кръстен на негово име и се организират ежегодни „Ферсмански научни четения“.
През 1976 г. Барсанов застава начело на катедрата по минералогия на Московския държавен университет и директор на музея става Юрий Орлов, който 4 години по-късно умира. От 1976 до 1983 г. работата по организирането на временни изложби спира. По молба на Московското общество за опазване на природата обаче, в неговата изложбена зала е създадена голяма временна изложба на минерали и руди. Въпреки консервацията на изложбите и съкращаването на основната част от минералогичните фондове, интензивните изследвания продължават. Разработени са методи за диагностика на скъпоценните и декоративни камъни в предметите на изкуството, съхранявани в историческите музеи – в Нижни Новгородския Кремъл, Ермитажа, ризницата на Музея в Загорск (днес Сергиев Посад) и други. Изучават се отделни минерали и техните групи – самороден въглерод и диамант, сребърни сулфосоли, видовете текстури на гранитни пегматитни структури, работи се върху проучването и проверката на диагностиката на минералите в колекциите от фондове – амфиболи, пироксени, слюди и други. Завършва работата по изучаването на природата на ясписа и скритокристалните разновидности на силициевия диоксид – халцедони, ахати и техните полускъпоценни декоративни видове.
През 1980 г., след смъртта на директора на музея Орлов, на този пост е назначен академик Владимир Соболев, а след смъртта му две години по-късно, мястото му заема Александър Годовиков. Започва енергична работа за завършване на продължителен ремонт и реставрация на сградата на музея, възстановяване на експозиции, създаване на нови изложби и подреждане на минералогичния фонд. Създадени са експозиции, показващи генезиса и формите на съществуване на минералните агрегати в природата и по-специално по време на формирането на пещерите. Разширена е експозицията на минерали, генетично свързани със земната мантия и образувани на големи дълбочини при високо налягане. Допълнени с нови минерали са експозициите на алкални пегматити от тундрите в планинските масиви Хибини и Ловозеро на Колския полуостров. Създадена е нова експозиция за морфологията, вътрешната структура и генезиса на ахатите в магмените скали с основен и киселинен състав и в седиментните пластове. Допълнена и преработена е изложбата „Декоративни и скъпоценни камъни“, като в нея са включени нови придобивки, както и скъпоценни изкуствени камъни и техни имитации.
В същото време музеят получава ценни и обширни лични колекции. Александър Годовиков предава колекцията си от полезни изкопаеми, наброяваща около 4000 екземпляра. Виктор Степанов подарява колекцията си, събирана в продължение на 40 години, наброяваща 15 000 екземпляра и около 100 минерални вида, които отсъстват в музейния фонд до този момент.
През 2018 г., с участието на служителите на музея, са открити 29 нови минерални видове Това е повече от постижението на всяка друга организация в света и повече, отколкото през предходната 2017 г. През 2019 г. са открити още 21 нови минерални вида – фторапофилит, гмалимит, фероефремовит, нишинбаевит, дрицит, патинит, малетойваямит, хинганит, перклевеит, радекшкодаит, витинкиит, крейтерит, оксибисмутомикролит, ферисанидин, сергеванит, полиарсит, юргенсонит, евсеевит, чийокоит, алекскузнецовит и натроафтиталит.
Дългото развитие на Минералогичния музей го превръща в специализирана минералогична институция в системата на Академията на науките, съчетаваща специални научни изследвания с натрупване и съхранение на минералогичен фонд. Днес той притежава една от най-големите колекции от минерали и руди в света – около 140 хиляди образеца от около 2300 минерални вида от цял свят.

## Структура на експозициите
В началото на 20 век, под ръководството на Владимир Вернадски, са систематизирани различните материали и колекции, постъпили в музея от основаването му през 1716 г. Оттогава фондовете на музея са разделени на 6 основни колекции.

### Систематична колекция
В тази колекция са подбрани образци, показващи разнообразието от видове и разновидности на минерали като състав, морфология, физични свойства и асоциации с други минерали. Към 2021 г. тя наброява над 96 000 екземпляра и представя около 3800 вида от над 5500-те естествено срещащи се в природата минерални видове. Всеки един от тях е представен от най-добрите и интересни образци в музея, а колекцията е подредена по системата на Александър Годовиков в централната част на залата. Другата част отразява минералното разнообразие на 100-те най-често срещани минерали и се състои от поредица витрини във останалата част на залата.

### Колекция от кристали
Колекцията съдържа над 5000 образеца, представящи кристали от 7-те кристални системи (сингонии). Включва добре оформени кристали, характеризиращи познатите форми на естествено фасетиране. Тази колекция традиционно включва и минерали, получени по синтетичен път.

### Колекции от руски и чуждестранни находища
В колекцията са включени повече от 32 000 екземпляра. Изложен е набор от минерални видове и комплекси от минерални асоциации с характерните им генетични особености от над 300 местни находища и няколко десетки от най-известните чуждестранни.

### Колекция за образуването и превръщането на минералите
В колекцията има около 3000 експоната, представящи различните начини на растеж и промени на минералите, заместването им един с друг или с органични тела и процесите на минералообразуване. Основната част от тази колекция е селекция от псевдоморфи – минерали или минерални съединения в нетипична форма, получена при процеса на подмяна, когато техният външен вид и размер остават постоянни, но първоначалният минерал е заместен от друг.

### Колекция от скъпоценни и полускъпоценни камъни и изделия от камък
Фондът на музея съдържа много различни видове каменни изделия, включително високохудожествени, произведени в най-добрите работилници на Русия. Събирането на изделия от камък започва още през 1925 г., когато Крижановски се обръща с молба към различни организации и музеи в Ленинград за прехвърляне на „изделия от камък като плочи, дъски, колони, пирамиди, топки, вази и други“. Много от тях изпращат такива произведения – Ермитажът, Строгановският дворец, Музеят на Ленинград, Комитетът за изследване на естествените производителни сили, Държавният музееен фонд, Военномедицинска академия и други институции. Получават се и дарения от частни лица като Е. О. Романовски, Агафон Фаберже – син на прочутия ювелир Петер Карл Фаберже, който подарява около 300 обработени скъпоценни камъка с различна стойност.
В наши дни колекцията притежава около 6500 инвентарни номера, като един номер често съдържа не един, а няколко еднакви екземпляра от един и същи тип. Например ако това са малки фасетирани вложки, броят им може да достигне няколко десетки или дори стотици, така че истинският брой на експонатите значително надвишава 6500.
По-голямата част от колекцията включва халцедон и неговите разновидности, наброяващи около 1500 екземпляра. Има около 400 образеца, изработени от яспис, от лазурит – 160, родонит – 140, малахит – 75. От 250-те нефритени експоната, около една трета са обработени изделия. От прозрачните камъни най-много е кварцът и неговите разновидности – над 700, като почти всички са фасетирани вложки, или са представени от малка пластика. На второ място е берилът и неговите разновидности с 320 инвентарни номера, аквамарини – 110, изумруд – 103. Следват гранатите – 230, турмалини – 220, скъпоценни корунди – около 160, топаз – 135, цирконий – около 90. Останалите камъни са много по-слабо представени, а от някои дори има само единични експонати – шпинел – 45, фенакит – 22, хризоберил – 11, александрит – 9, танзанит – 1, данбурит – 6.
Най-старият експонат е един обелиск върху гранитен пиедестал, облицован с квадратни плочи от яспис, с височина 125 см. В инвентарната книга за него е записано, че това е произведение от времето на Петър I, т.е. – не по-късно от 1725 г. Сред големите стари експонати, които са постоянно изложени, сериозно място заемат забележителните произведения на Коливанския каменообработващ завод в Алтай. За нуждите му са доставяни много големи, плътни блокове от разноцветен порфир, сивозелен яспис, различни видове кварцит – розов, жълт, бял, петнист и ивичест. От тях са изработвани големи, полирани предмети на изкуството. Най-ранните от тях са две камини от яспис с височина 130 см, направени през 1863 и 1869 г. Фондът притежава и три големи чаши, изработени от същия завод. Едната е поставена във фоайето на музея – красива чаша с височина 240 см от сив порфир от 1874 г. В центъра на залата е експонирана втората ваза – от уралски малахит, висока 75 см. Третата ваза е съставна, но всяка от частите е направена от монолитно парче. Тя е с височина 1 м и е изработена от родонит, за който този размер е уникален.
В колекцията на музея има експонати и от другите две императорски каменообработващи фабрики – в Екатеринбург (днес Свердловск) и Петерхоф. Екатеринобургската е представена с ваза от сивозелен уралски яспис, плоска квадратна купа с кръгла основа и пепелник под формата на пън, до който растат гъби и е застанал един гущер. От Петерхофската предметите са доста повече – предимно дребни предмети от скален кристал, нефрит, белоречит (розова разновидност на аватюрина), ахат и други камъни.
От придобитите частни колекции най-интересна е тази на семейство Фаберже. Тя включва големи фасетирани топази от Бразилия, уникални с разнообразието си от цветове – жълти, оранжеви, лилави, както и великолепни аквамарини, фенакити, хризоберили и александрити от Урал, звездни сапфири, опали, аметисти и други фасетирани камъни от различни находища. Сред тях има инструмент за писане, изработен от саянски нефрит, инкрустиран със сребро, изящна фигурка в японски стил във вид на бор от злато и изумруди, преплетена с цъфтяща глициния от злато, нефрит и емайл, върху стойка от мраморен оникс и много други.
Много интересно е произведението на Фаберже, получено в музея през 1992 г. Представлява висока 16 см, масивна гъба, изработена от кафяв, груб кварцит, в чиято гугла влиза доста дълбока сребърна чаша. Дълго време служителите на музея не могат да разберат какво е предназначението на фигурката. Оказва се, че това е устройство за запалване на кибрит и затова повърхността му е толкова грубо обработена, а чашката е за изгорелите кибритени клечки.
В колекцията има и експонати, свързани с някои исторически личности. Два от предметите са подаръци за император Николай II – поднос и овална кутийка. Подносът е изработен от орски яспис и е украсен с наслагващи се надписи от скъпоценни камъни върху злато, лаврови и дъбови клони от серпентин и башкирския герб от яспис. По ръба на съда има надпис „От башкирите в област Орск“, облицован със смарагди. В центъра са вплетени инициалите Н.А., също от различни скъпоценни камъни – рубини, изумруди, сапфири, александрити, берили, топази, аметисти и други. Кутийката е сребърна, изработена от Фаберже. В центъра ѝ е инкрустирана карта на областта около Нерчинск. Вътре в кутията, върху синьо кадифе, са подредени 12 стъклени епруветки със сребърни запушалки, съдържащи златни концентрати от рудниците в Нерчинск. Друг интересен експонат е подарък за Никита Хрушчов от афганистанския крал Мохамед Захир Шах. Това е инструмент за писане от лазурит и злато с инициали Н.С.Х. работата на английски майстор.
Чуждестранните произведения на изкуството са в доста по-малки количества, но сред тях има прекрасни творби. Сред многобройните изделия се открояват китайските, голяма част от които са направени от нефрит, но има и доста от ахат, карнеол, агалматолит и други. Изложена е японска коралова статуетка, предмети от Хонконг, малахитови изделия от Заир и други. Обектите на западноевропейското изкуство са малко на брой. Най-интересен е часовникът за камина под формата на триумфална арка с височина 70 см, изработен от италианския майстор Рафаели през от 1814 г. Украсен е с мрамор, порфир, малахит и лабрадорит. Под арката някога е имало бронзова фигура на Наполеон, но тя не е оцеляла до днес.
В музея е изложено голямо количество фасетирани скъпоценни и полускъпоценни камъни, представящи над 50 минерални вида и разновидности, демонстрирани от няколкостотин експоната. В повечето случаи всеки минерален тип е показан с всичките си разновидности, използвани в бижутерията. Например групата на берилите е представена от берил, смарагд, аквамарин и хелиодор, гранатите – от тъмночервен пироп, червено-виолетов алмандин, искрящ жълто-зелен и зелен демантоид, оранжево-жълт хесонит и спесартин. До фасетираните екземпляри са показани изходните суровини – под формата на кристали, необработени или полирани образци.

### Колекция от метеорити, тектити и импактити
Метеоритната колекция на музея започва с метеорита Паласово желязо, доставен през 1772 г. от академик Петер Симон Палас, по това време директор на Кунсткамерата, включително нейния минералогичен отдел. Век и половина по-късно тя прераства в най-голямата колекция от метеорити в Русия. В периода от 1935 до 1939 г. тази колекция е прехвърлена на новосформираната Комисия по метеорити на Академията на науките на СССР. Научните и изложбените нужди на музея, както и многобройните искания за изследване на метеоритната материя, показват необходимостта музеят да има своя собствена колекция от метеорити и тя е създадена отново през 2007 г. През 2021 г. колекцията включва 45 официално регистрирани метеорита и интензивно се попълва. През 2018 г. Минералогичният музей „Ферсман“ получава правото самостоятелно да регистрира метеорити в международната база данни.
Метеорити, официално регистрирани от музея 
- Нгаре Серо (Ngare Sero) – обикновен хондрит с тегло 2,233 кг, открит през 1917 г. в регион Аруша, Танзания. Петрологичен тип L5. Силикатната част се състои от оливин, нискокалциев пироксен, висококалциев пироксен, плагиоклаз, хлорапатит и мерилит. Метеоритът съдържа още камасит и троилит.
- Чуг чуг 003 (Chug Chug 003) – обикновен хондрит от петрологичен тип H4 с тегло 8,918 кг. Открит е през 2018 г. в областта край град Антофагаста, Чили.
- Калама 022 (Calama 022) – обикновен хондрит от петрологичен тип L6 с тегло 32 кг. Открит е през 2018 г. в областта край град Антофагаста, Чили.
- NWA 12578 – обикновен хондрит от петрологичен тип LL6, с тегло 415 гр. Открит е през 2018 г. в Мароко.
- Сиера Горда 012 (Sierra Gorda 012) – обикновен хондрит от петрологичен тип H4 с тегло 1,1 кг. Открит е през 2018 г. в областта край град Антофагаста, Чили
- NWA 12590 – въглероден хондрит от петрологичен тип CV3R с тегло 1,805 кг. Открит е през 2018 г. в Мароко.
- Чуг Чуг 010 (Chug Chug 010) – обикновен хондрит от петрологичен тип H5, с тегло 224,5 гр. Открит е през 2018 г. в областта край град Антофагаста, Чили. Силикатната част се състои от оливин, нискокалциев пироксен, висококалциев пироксен и плагиоклаз. Фосфатите са представени от апатит. Троилит е близък до идеалната формула FeS.
- Калама 032 (Calama 032) – обикновен хондрит от петрологичен тип H5, с тегло 28 г. Открит е през 2019 г. в областта Антофагаста, Чили. Силикатната част се състои от оливин и нискокалциев пироксен. Съдържа още железните сплави камасит и тенит.
- Калама 033 (Calama 033) – обикновен хондрит от петрологичен тип H6, с тегло 126,4 г. Открит е през 2019 г. в областта Антофагаста, Чили. Силикатната част се състои от оливин и нискокалциев пироксен.
- Калате 017 (Calate 017) – обикновен хондрит от петрологичен тип L5, с тегло 1,9 кг. Открит е през 2017 г. в областта Антофагаста, Чили. Силикатната част се състои от оливин и нискокалциев пироксен.
- Сиера Горда 022 (Sierra Gorda 022) – обикновен хондрит от петрологичен тип L5 и тегло 97,15 г. Открит е през 2018 г. в областта Антофагаста, Чили. Силикатната част се състои от оливин, нискокалциев пироксен, плагиоклаз и хромист шпинел. Съдържа още железните сплави камасит и тенит. Троилитът е близо до идеалната формула на FeS.
- Сиера Горда 023 (Sierra Gorda 023) – обикновен хондрит от петрологичен тип L5-6 с тегло 2,09 кг. Открит е през 2018 г. в областта Антофагаста, Чили. Силикатната част се състои от оливин, нискокалциев пироксен, висококалциев пироксен и плагиоклаз. Съдържа още железните сплави камасит и тенит. Троилитът е близо до идеалната формула на FeS.
- Чуг Чуг 013 (Chug Chug 013) – обикновен хондрит от петрологичен тип H5, състоящ се от 3 фрагмента с общо тегло 37,3 г. Открит е през 2018 г. в областта Антофагаста, Чили. Силикатната част се състои от оливин, нискокалциев пироксен и плагиоклаз. Съдържа още железните сплави камасит и тенит. Троилитът е близо до идеалната формула на FeS.
- Чуг Чуг 014 (Chug Chug 014) – обикновен хондрит от петрологичен тип L4 и тегло 780 г. Открит е през 2018 г. в областта Антофагаста, Чили. Силикатната част се състои от оливин и нискокалциев пироксен. Съдържа още железните сплави камасит и тенит. Троилитът е близо до идеалната формула на FeS.
- Чуг Чуг 015 (Chug Chug 015) – обикновен хондрит от петрологичен тип H5/6 S1 W0, с тегло 3,055 кг. Открит е през 2018 г. в областта Антофагаста, Чили. Метеоритът е тъмен на цвят, с обилни равномерни включвания от камасит, тенит и троилит. Съдържа оливинови хондри, орто- и клинопироксени, плагиоклаз и хромит.
- NWA 13135 – уреилит с тегло 58,3 г, открит през 2018 г. в Мароко.
- Чуг Чуг 044 (Chug Chug 044) – обикновен хондрит от петрологичен тип L4, с тегло 1,27 кг. Открит е през 2018 г. в областта Антофагаста, Чили.
- Северозападна Африка 13529 (Northwest Africa 13529) – обикновен хондрит от петрологичен тип H4 с тегло 1,69 кг. Открит е през 2018 г. в Мароко.
- Северозападна Африка 13783 (Northwest Africa 13783) – обикновен хондрит от петрологичен тип H5 с тегло 855 г. Открит е през 2018 г. в Мароко.